# ويسلي سو
ويسلي باربازا سو (ولد سنة 9 أكتوبر 1993) أستاذ كبير فلبيني يمثل الولايات المتحدة، ونابغة شطرنج سابق حيث أصبح أصغر لاعب فاق إيلو 2600 في أكتوبر 2008، محطما الرقم السابق الذي كان بحوزة ماغنوس كارلسن  في بداية 2013 تجاوز سـو حاجز 2700 وفي فيفري 2015 دخل أفضل 10 لاعبين بعد أن تعادل على المرتبة الثانية في بطولة تاتا ستيل.
فاز ويسلي في المجموعة C في 2009 ببطولة تاتا ستيل وهو الفائز ببطولة الفلبيين ثلاث مرات، وفاز كذلك ببطولة بيلبو للأساتذة 2015، وكأس سينكفيلد 2016.
في مارس 2016 حصل سـو على منحة سامفورد والتي تساعد أفضل الرياضيين الأمركيين الشباب في التدرب على لعب البطولات، وقيمتها 42 ألف دولار.

## روابط خارجية
- ويسلي سو على موقع الاتحاد الدولي للشطرنج (الإنجليزية)
- ويسلي سو على موقع مباريات الشطرنج (الإنجليزية)
- ويسلي سو على موقع 365Chess.com (الإنجليزية)
- ويسلي سو على موقع Chesstempo.com (الإنجليزية)
- ويسلي سو على موقع اتحاد المراسلات الدولية للشطرنج (الإنجليزية)
- ويسلي سو على موقع الاتحاد الأمريكي للشطرنج (الإنجليزية)
- ويسلي سو سجل أولمبياد الشطرنج على موقع OlimpBase.org (الإنجليزية)